# 武藤一彦
武藤 一彦（むとう かずひこ、1881年（明治14年）1月18日 - 1968年（昭和43年）2月2日）は、日本の陸軍軍人、政治家。最終階級は陸軍中将。大分市長。

## 経歴
大分県速見郡日出村で生まれる。1901年11月22日、陸軍士官学校（13期）を卒業し、1902年6月23日、陸軍騎兵少尉に任官し騎兵第12連隊附となる。日露戦争に出征。陸軍大学校（25期）で学び、1913年11月26日に卒業した。
以後、陸軍省軍務局課員、関東都督府陸軍部附、臨時満州里兵站司令官、関東兵站参謀、関東軍参謀、騎兵第16連隊長、第10師団参謀長などを歴任。1929年8月1日、陸軍少将に進み騎兵第4旅団長に就任。第12師団司令部附を経て、1932年8月8日、軍馬補充部本部長に転任。1933年8月1日、陸軍中将に進み、1934年8月1日に待命、同月30日予備役編入となる。1937年7月、留守第6師団長に就任し、1939年3月9日に召集解除となる。
1944年6月24日、大分市長に就任。1945年3月31日に市長を退任し、同日、大分地区司令官として召集され終戦を迎えた。その後、公職追放となった。